# Изабела Палеолог
Изабела од Мајорке (Каталонски: Elisabet) (1337–1406. године) била је титуларна краљица Мајорке и грофица од Русијона и Сердање од 1375. године, до своје смрти. Била је последњи титуларни монарх Мајорке.

## Биографија

### Младост
Била је ћерка краља Џејмса III и његове прве жене, краљице Констанце Арагонске. Њена бака и деда по мајци били су краљ Алфонсо IV од Арагона и његова прва жена грофица Тереза д'Ентенса. Њена бака и деда по оцу били су Фердинанд од Мајорке и његова супруга Изабел де Сабран. Након смрти њене мајке, Изабелин отац се поново оженио краљицом Виолантом од Виларагута, која је Изабели родила полусестру по имену Ескларамунда, која је умрла млада.
Њен отац је изгубио краљевство (1343. године) и погинуо је у бици код Луцмајора (1349. године) од стране краља Переа IV од Арагона. Изабелу је са братом и маћехом заробио њен ујак краљ Пере IV после битке у којој јој је погинуо отац. Наводно, староседеоци Каталонци су се због тога разбеснели и провалили су у затвор да ослободе Изабелу и њеног брата. Међутим, други извори наводе да је била затворена у самостан Кларисана у Валенсији са својом маћехом. Ослобођена је 1358/59. године, трудом своје маћехе, под условом да се одрекне права на Мајорку.

### Титуларна владавина брата
Дана 4. септембра 1358. године, Изабела се удала за Јована II Палеолога, маркиза од Монферата, у Монпељеу, а уговор је званично потписан 12. октобра 1358. године. Њен брак је уговорила њена маћеха, која је тада живела на двору Монферата. Брак је био донекле контроверзан, јер је натерао цара Карла IV Луксенбурга да се окрене против маркиза Јована II. Током њиховог брака, маркиз Јован II је имао маркгрофица Изабелу као сведока извршења неколико докумената.
Маркиза Изабела је имала близак однос са својим братом и пратила га је током његове инвазије на Русељон. Џејмса је нажалост заробио краља Енрике II од Кастиље, али уз помоћ своје снаје, маркгрофица Изабела је успела да га откупи 1370. године.

### Титуларна краљица
Маркиза Изабела је била жена „гигантског раста“. Она је наследила титуле и претензије на Краљевину Мајорку, као и поседе, од свог брата краља Џејмса IV, који је наводно умро на њеним рукама, након његове смрти 1375. године.
Маркгрофица Изабела Палеолог ни у једном тренутку није могла да предузме озбиљан покушај да поврати своје територије. У свом покушају да поврати трон, маркиза Изабела је покушала да усвоји Луја I, титуларног краља Сицилије и Јерусалима, и прогласи га за свог наследника и намесника - савладара 1375. године, али изгледа да је изгубила право од  краљице Јоване I од Напуља. Маркиза Изабела је касније продала своја права на Мајорку Лују I у замену за годишњу апанажу од 12 стотина фунти, једнократну уплату од 5 хиљада франака и место у Замак и замак Галарг . Луијев циљ је био да анектира Русељон како би обезбедио тампон против арагонске експанзије. Лујеви наследници су наставили да укључују Мајорку међу своје титуле иако никада нису покушали да освоје острвско краљевство.
Године 1375. Изабела се у тајности поново удала (маркиз Јован II Палеолог је умро 1372. године) за Конрада од Рајшаха и Јунгнауа. У браку је рођен син Михаило; касније су се раздвојили.
Њена деца нису хтела да буду краљеви Мајорке, али њена једина ћерка, Маргарета, прихватила је да поврати своја права на Арагон да буде мајка будућег краља Мајорке, тражила је права  на престо за свог сина, грофа Џејмса II од Ургела.
Маркиза Изабела Палеолог је умрла у Француској око 1406. године.

## Деца
Маркиза Изабела и маркиз Јован II Палеолог су имали петоро деце: 
- Отон III од Монферата (1358–1378);
- Јован III од Монферата (1360–1381);
- Теодор II од Монферата (1364–1418);
- Вилијам (1365–1400);
- Маргарета (око 1365-1420), удата 1375. године, за Петра II од Ургела.

Са Конрадом је имала сина:
- Михаила од Рајшаха и Јунгнауа.